# 小澤俊治
小澤 俊治（おざわ としはる 1969年2月1日 - ）は、日本の実業家。カッパ・クリエイト株式会社代表取締役社長。

## 経歴
東京都出身。島田学園高等学校（現島田樟誠高等学校）卒業。1993年にコロワイド入社後、1998年に同社「居酒屋甘太郎」第一営業部支配人となり、2002年に「NIJYU―MARU」事業部長に就任。2004年にアムゼ（現アトム）代表取締役に就任し、2008年にはジクト代表取締役社長（現アトム）に就任。2009年にアトム代表取締役副社長となり、2011年にアトム代表取締役社長を経て、2018年6月の株主総会の後にカッパ・クリエイト代表取締役社長に就任。